# 21539 Josefhlávka
21539 Josefhlávka là một tiểu hành tinh vành đai chính với chu kỳ quỹ đạo là 2068.7046702 ngày (5.66 năm).
Nó được phát hiện ngày 20 tháng 8 năm 1998.